# Gunnar Ljungstedt
Nils Gunnar ”Gurra” Ljungstedt, född 21 juli 1952 i Enskede församling, är en svensk musiker (batterist) som var medlem i musikgrupperna Ebba Grön 1977–1983 och Imperiet 1983–1985. 
Ljungstedt började sin karriär i bandet The Fajts, men blev 1977 trumslagare i det svenska punkbandet Ebba Grön. När Ebba Grön splittrades 1983 så gick Ljungstedt tillsammans med Joakim Thåström och Stry Terrarie med i bandet Rymdimperiet som senare blev till Imperiet. Han hoppade av Imperiet 1985, och ersattes av Fred Asp. Han har också spelat ihop med Nike Markelius från Tant Strul, då under bandnamnet Nike Gurra och han spelade bas med Markoolio på dennes sommarturné 2003.
Ljungstedt började att arbeta på Teater Tribunalen i Stockholm, och spelade trummor i bandet Farsta, tillsammans med bl.a. Hasse Edström från Grisen skriker. Farsta släppte sin första EP "Kung av mörker" 2014.

## Filmografi
- 1982 – Ebba the Movie